# شاتولن
شاتولن، (بالفرنسية: Châteaulin)‏ تنطق:‎ʃatolɛ̃‏ هي بلدية في إقليم فنستير الإداري، في بريتاني، في شمال غرب فرنسا. إنها قائمقامية المقاطعة.

## توأمة
لشاتولن اتفاقيات توأمة مع كل من:
- غريمن
- Clonakilty [الإنجليزية]‏

## أعلام
- إيف ماري أندريه